# Melanchroia subnotata
Melanchroia subnotata là một loài bướm đêm trong họ Geometridae.